# Aphelinoidea tintinnabulum
Aphelinoidea tintinnabulum är en stekelart som beskrevs av Alexandre Arsène Girault 1915. Aphelinoidea tintinnabulum ingår i släktet Aphelinoidea och familjen hårstrimsteklar. Inga underarter finns listade i Catalogue of Life.